# Belle of the Yukon
Belle of the Yukon ist ein 1944 veröffentlichte US-amerikanische Western-Musical-Komödie von William A. Seiter. Der Film wurde 1946 für den Oscar in den Kategorien Bester Song für Sleigh Ride in July, gesungen von Dinah Shore, und Beste Musik (Musical) nominiert.

## Handlung
Während des Klondike-Goldrausches betreibt John Calhoun einen Salon in der Goldgräberstadt Malemute. Er ist ein Mann mit der Vergangenheit eines Betrügers, der sich hier vor Vergangenheit und Polizei versteckt. Eines Tages erscheint Belle De Valle mit ihrer Tanztruppe. Belle wurde von John verlassen, als er an den Yukon zog. Die beiden nähern sich wieder an. Kompliziert wird dies dadurch, dass die Tänzerin Lettie Candless ebenfalls Interesse an dem nun scheinbar seriösen Geschäftsmann entwickelt.

## Hintergrund
Gypsy Rose Lee war zum Zeitpunkt der Dreharbeiten schwanger von Otto Preminger.

## Rezeption
Variety urteilte, dass der Film ein typisches Hinterhof-Musical sei. William Seiter würde die zerbrechliche Geschichte leicht inszenieren und die Charaktere akzentuieren, um über die dünne Geschichte hinwegzu kommen.
Susan King urteilte 2005, dass die Rolle in Belle of the Yukon der Schauspielkarriere von Dinah Shore eher geschadet habe.